# بيرين (الأردن)
بيرين قرية وقضاء تابعة لمحافظة الزرقاء. تقع في الشمال الغربي لمحافظة الزرقاء على بعد 15 كم من مدينة الزرقاء.تتمتع بطبيعة ساحرة وخلابة.بلغ عدد سكان قضاء بيرين حسب بيانات دائرة الإحصاءات العامة في نهاية العام 2020 وقدر ب 27940 نسمة.
يهددها الزحف العمراني من محافظة الزرقاء حيث يرتاد أهالي الزرقاء المنطقة للتنزة فيها
ومن قراها:
1. العالوك: بلدة تمتاز بجمال طبيعتها الخلابة وتبعد عن مدينة الزرقاء 26كم
2. صروت: قرية تبعد عن بيرين 8كم وعن مدينة الزرقاء 23كم
3. المسرة: قرية صغيرة ولكن جميلة تبعد عن مدينة الزرقاء 24كم
4. ام البيار: حي صغير يبعد عن بيرين 3كم وعن مدينة الزرقاء 18كم [هل المصدر موثوق به؟]
5. رجم الشوف: وتسمى أيضا رجم الشوك وهي قريه مرتفعة من قرى قضاء بيرين، تمتاز بزراعة اشجار الزيتون والحمضيات وبعض المحاصيل الزراعيه كالقمح والشعير، وسميت برجم الشوف وذلك لاستخدامها كمنارة استطلاع للمناطق المجاورة، وايضا كان يتم مشاهدة مآذن القدس منها قديماً.